# دبی گرین-وارگاس
دبی گرین-وارگاس (انگلیسی: Debbie Green-Vargas؛ زادهٔ june ۲۵, ۱۹۵۸ (۶۶ سال)) بازیکن والیبال اهل ایالات متحده آمریکا است.